# Always Breaking My Heart
Always Breaking My Heart är en sång skriven av Per Gessle, och inspelad av Belinda Carlisle på albumet A Woman and a Man 1996. En demoversion spelades sedan in av Per Gessle själv och användes som B-sida till hans singel Do You Wanna Be My Baby?.

## Låtlista

### CD 1
1. "Always Breaking My Heart" (singelversion)
2. "Love Walks In" (previously unreleased) (Tom Caffey, Charlotte Caffey)
3. "The Ballad of Lucy Jordan" (previously unreleased) (Shel Silverstein)

### CD 2
1. "Always Breaking My Heart" (singelversion)
2. "Heaven is a Place on Earth" (1987)
3. "Circle in the Sand" (1987)
4. "I Get Weak" (1987)

## Listplaceringar
| Lista (1996)   | Topplacering |
| -------------- | ------------ |
| Australien     | 50           |
| Storbritannien | 8            |

### Fotnoter
1. ↑  ”Always Breaking My Heart”. Australiancharts. 28 februari 1996. http://www.australian-charts.com/showitem.asp?interpret=Belinda+Carlisle&titel=Always+Breaking+My+Heart&cat=s. Läst 30 januari 2015.
2. ↑  ”Archive Chart: 1996-09-21”. UK Singles Chart. 28 februari 1996. http://www.officialcharts.com/archive-chart/_/1/1996-09-21/. Läst 30 januari 2015.